# Ширково (Большесолдатский район)
Ширково — деревня в Большесолдатском районе Курской области. Входит в Волоконский сельсовет.

## География
Географическое положение
Деревня находится в 58 километрах к юго-западу от Курска, в 9 километрах к северу от районного центра — села Большое Солдатское, в 8 км от Волоконска (центр сельсовета),

## Население
| 2002 | 2010 |
| ---- | ---- |
| 35   | ↘21  |

## Инфраструктура
Личное подсобное хозяйство.

## Транспорт
в 3 км — автодорога регионального значения 38К-004 (Дьяконово — Суджа — граница с Украиной), в 1 км от автодороги межмуниципального значения 38Н-084 (38К-004 — Волоконск), в 12 км от ближайшего ж/д остановочного пункта 25 км (линия Льгов I — Подкосылев).